# Divide et impera

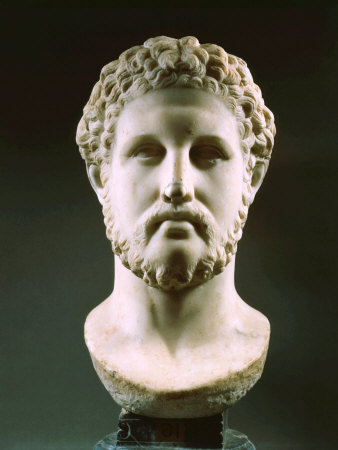
Philippus II van Macedonië

Divide et impera of verdeel en heers is een tactiek waarbij de ene concurrent meer rechten krijgt dan de andere concurrent. De ene concurrent wordt onderworpen, terwijl de andere als bondgenoot wordt gehouden. Hierdoor zal er nooit vriendschap ontstaan tussen hen beiden en hoeft de derde partij, diegene die deze tactiek gebruikt, niet te vrezen dat de eerste twee samen tegen hem zullen optreden. De Latijnse spreuk wordt toegeschreven aan Philippus II van Macedonië (382 v.Chr.-336 v.Chr.). Philippus zou deze tactiek van verdeel en heers hebben toegepast tegen de Griekse stadstaten. In de koloniale politiek van de Europese mogendheden was dit een zeer bekende zegswijze. Ook in het politieke bedrijf en in de oorlogvoering wordt deze tactiek toegepast. Ook in de kerk is de verdeel en heers-strategie toegepast, zoals in de Rooms-Katholieke Kerk.

## Literaire vermeldingen
- De Italiaans schrijver Niccolò Machiavelli is in zijn werk Il principe (1532) tegen deze tactiek. Volgens hem geeft een vorst door interne verdeeldheid blijk van zwakheid.
- De Duitse dichter Johann Wolfgang von Goethe dichtte in Sprichwörtlich (1814): Entzwei und gebiete! Tüchtig Wort / Verein und leite! Bessrer Hort.[1]
- In 1948 verscheen van de Amerikaanse schrijver Lyon Sprague de Camp de sciencefictionnovelle Divide and Rule in boekvorm. Dit verhaal was in april en mei 1939 al in serievorm verschenen in het Amerikaanse tijdschrift Unknown.